# ダンロップフェニックストーナメント
ダンロップフェニックストーナメント（DUNLOP PHOENIX TOURNAMENT）は、日本ゴルフツアー機構（JGTO）公認による男子プロゴルフトーナメントの一つである。

## 概要
住友ゴム工業・フェニックス・シーガイア・リゾート（旧・フェニックス国際観光）・毎日放送（MBS） 主催で、宮崎市のシーガイア内にある「フェニックスカントリークラブ」にて毎年11月第3週から第4週に開催されている。もともとは、1972年に始まった「フェニックストーナメント」（翌年は全日空が冠協賛となり「全日空フェニックストーナメント」として開催）が前身だが、国内ゴルフの活性化には国際化が不可欠と判断、1974年から大会名称を｢インターナショナルツアー・ダンロップフェニックストーナメント（International Tour DUNLOP PHOENIX TOURNAMENT）｣に改めるとともに、その年に活躍した海外の強豪を多数招待する方式に変更された。以来、現在に至るまで50回の伝統を持つ、日本が唯一世界に誇れる国際的ゴルフトーナメントである。1983年から1997年までの優勝者には、翌年8月にアメリカ・オハイオ州アクロンのファイアストーン・カントリークラブで行われる、NECワールド・シリーズ・オブ・ゴルフの出場権が与えられていた。その後、一時この制度が無くなったが、2002年大会から復活し、翌年の世界選手権シリーズ、フェデックスセントジュード招待への出場権が与えられていた。また、2020年大会の優勝者には、2021年1月に開催予定のアメリカPGAツアー、ソニー・オープン・イン・ハワイの出場権が与えられた。
2024年は、賞金総額2億円、優勝賞金4000万円。2020年及び2021年は、新型コロナの影響による渡航制限で海外選手の参戦不能、及び大幅な減収や経費の増加が見込まれたことから、賞金総額を従来の2億円から5000万円減額した。ただし2020年とは異なり、各日最大5000人を上限とした上で有観客試合として開催された。2022年は賞金総額を2億円に戻した（優勝賞金も4000万円に戻す）。
優勝者には、ウィナーズ・ジャケット（2002年から）、クリスタル・チャンピオン・トロフィー（ウォーターフォード社製、1998年から）、MBSトロフィー（毎日放送賞）、副賞としてドイツ製高級車メルセデス・ベンツ が贈られる。

## 大会の歴史
記念すべき第1回大会は、1974年12月5日から8日までの4日間、同年の日本ツアー最終戦として開催された。 帝王ジャック・ニクラスや、当時ルーキーだったベン・クレンショーなど、20人以上の海外招待選手が来日、世界レベルのプレーを披露した。その中で優勝したのは、前年の全米オープン選手権者で、この年のアメリカツアーで8勝を挙げ、自身初の賞金王に輝いたジョニー・ミラーだった。ミラーは出場選手の中で唯一人、4ラウンドとも60台で回り（69-69-69-67）、通算14アンダー、274ストロークでフィニッシュ。台湾の呂良煥に7ストロークの大差をつける圧勝で、栄えある初代王者の座に就いた。歴代優勝者には、ミラーをはじめ、ヒューバート・グリーン (1975年) 、グラハム・マーシュ (1976年) 、セベ・バレステロス (1977年、1981年) 、トム・ワトソン (1980年、1997年) 、スコット・シンプソン (1984年) 、クレイグ・スタドラー (1987年) 、ラリー・マイズ (1989年、1990年) 、ラリー・ネルソン (1991年) 、アーニー・エルス (1993年) 、リー・ウエストウッド (1998年) 、トーマス・ビヨン(1999年、2003年) 、デビッド・デュバル (2001年) 、タイガー・ウッズ (2004年、2005年) 、パドレイグ・ハリントン (2006年) 、ルーク・ドナルド (2012年、2013年) 、ブルックス・ケプカ (2016年、2017年) といった錚錚たる面々が名を連ねている。また、優勝こそ成らなかったものの、トム・カイト、ベルンハルト・ランガー、フレッド・カプルス、グレグ・ノーマン、サンディ・ライル、ピーター・トムソン、リー・トレビノ、ウェイン・グラディ、ボブ・トウェイ、イアン・ウーズナム、マイク・リード、デービス・ラブ3世、ホセ・マリア・オラサバル、ジェフ・スルーマン、ロナン・ラファティー、ニック・ファルド、スティーブ・ジョーンズ、マーク・ブルックス、ジョン・デーリー、コーリー・ペイビン、トム・レーマン、バリー・レーン、ビジェイ・シン、フィル・ミケルソン、マイケル・キャンベル、ジム・フューリク、ダーレン・クラーク、レティーフ・グーセン、セルヒオ・ガルシア、グレーム・マクドウェル、ジャスティン・ローズ、シャール・シュワーツェル、トレヴァー・イメルマン、スチュワート・シンク、アーロン・バデリー、バッバ・ワトソン、ゴンサロ・フェルナンデスカスタノ、ヘンリク・ステンソン、ブラント・スネデカー、ロベルト・カールソン、シェーン・ロウリー、ルイ・ウェストヘーゼン、マルティン・カイマー、キーガン・ブラッドリー、ウェブ・シンプソン、ジョーダン・スピース、ジミー・ウォーカー、ジャスティン・トーマス、ゲーリー・ウッドランドなど数々の世界のトッププレーヤーが参戦したトーナメントである（2012年まではアメリカPGAツアーは11月初旬にシーズンオフに入るため、他の日本国内大会に比べて有名選手を招待しやすい時期でもあった）。しかし2020年は前述の通り海外招聘ができなくなった。2021年も同様に海外招聘ができなかったが、2022年、3年ぶりに海外から選手を招聘、チリのミト・ペレイラら4人が参戦した。
日本人選手では、1985年に、中嶋常幸が大会史上4人目となる完全優勝を果たし、12回目にして初めての日本人優勝者となった。その後、尾崎将司が大会史上唯一の3連覇（1994年から1996年｝を達成しており、他には片山晋呉（2000年）、横尾要（2002年）、池田勇太（2010年）、武藤俊憲（2011年）、松山英樹（2014年）、宮里優作（2015年）、市原弘大（2018年）、今平周吾（2019年）、金谷拓実（2020年）、比嘉一貴（2022年）が優勝している。

## 歴代優勝者
| 年     | 優勝者名                   | 国名             | 備考 |
| ------ | -------------------------- | ---------------- | --- |
| 1974年 | ジョニー・ミラー           | アメリカ合衆国   | |
| 1975年 | ヒューバート・グリーン     | アメリカ合衆国   | 完全優勝。 |
| 1976年 | グラハム・マーシュ         | オーストラリア   | 完全優勝。 この年からメートル表示となる(1985年大会まで)。 |
| 1977年 | セベ・バレステロス         | スペイン         | 当時20歳232日で優勝。大会最年少記録。 |
| 1978年 | アンディ・ビーン           | アメリカ合衆国   | 完全優勝。 |
| 1979年 | ボビー・ワドキンス         | アメリカ合衆国   | |
| 1980年 | トム・ワトソン             | アメリカ合衆国   | 大会初の逆転優勝。 |
| 1981年 | セベ・バレステロス         | スペイン         | 4年ぶり2度目 中嶋常幸との一騎打ちを制す。 |
| 1982年 | カルヴィン・ピート         | アメリカ合衆国   | |
| 1983年 | 陳志明                     | 台湾             | 10回記念大会。 賞金総額が1億円の大台に乗る。(優勝賞金1,800万円) 大会初のプレーオフ。 トム・ワトソンを下す。                                                                              |
| 1984年 | スコット・シンプソン       | アメリカ合衆国   | 最終日首位と7打差から追い上げプレーオフに進出、 ベルンハルト・ランガーを下す。 |
| 1985年 | 中嶋常幸                   | 日本             | 完全優勝。日本人選手として初制覇。 セベ・バレステロスとの4年越しの再戦を制す。 |
| 1986年 | ボビー・ワドキンス         | アメリカ合衆国   | 7年ぶり2度目。 中嶋常幸、 グラハム・マーシュとの「最終日最終組チャンピオン対決」を制した。                                                                                               |
| 1987年 | クレイグ・スタドラー       | アメリカ合衆国   | スコット・ホーク、牧野裕、尾崎将司との激闘を制す。 |
| 1988年 | ケン・グリーン             | アメリカ合衆国   | 15回記念大会。 初日から首位のフレッド・カプルスを 最終日最終ホールで逆転。 |
| 1989年 | ラリー・マイズ             | アメリカ合衆国   | 大会連覇（史上初） 1990年から賞金総額2億円、優勝賞金3,600万円となる。 (1997年まで) |
| 1990年 | ラリー・マイズ             | アメリカ合衆国   | 大会連覇（史上初） 1990年から賞金総額2億円、優勝賞金3,600万円となる。 (1997年まで) |
| 1991年 | ラリー・ネルソン           | アメリカ合衆国   | 青木功、 ジェイ・ドン・ブレーク、 セベ・バレステロスとのプレーオフを制す。 |
| 1992年 | デビッド・フロスト         | 南アフリカ共和国 | 室田淳とのプレーオフを制し、初来日で日本ツアー初優勝。 |
| 1993年 | アーニー・エルス           | 南アフリカ共和国 | 20回記念大会。 初来日で日本ツアー初優勝。 通算17アンダー・271ストロークは パー72設定での大会記録。                                                                                       |
| 1994年 | 尾崎将司                   | 日本             | 大会3連覇（史上初） 1994年大会は2日目が雨で中止、54ホールに短縮。 1995年大会からパー71に変更（2003年まで）。                                                                             |
| 1995年 | 尾崎将司                   | 日本             | 大会3連覇（史上初） 1994年大会は2日目が雨で中止、54ホールに短縮。 1995年大会からパー71に変更（2003年まで）。                                                                             |
| 1996年 | 尾崎将司                   | 日本             | 大会3連覇（史上初） 1994年大会は2日目が雨で中止、54ホールに短縮。 1995年大会からパー71に変更（2003年まで）。                                                                             |
| 1997年 | トム・ワトソン             | アメリカ合衆国   | 17年ぶり2度目 |
| 1998年 | リー・ウエストウッド       | イングランド     | 25回記念大会により賞金総額2億5,000万円、優勝賞金4,500万円で施行。 |
| 1999年 | トーマス・ビヨン           | デンマーク       | セルヒオ・ガルシアとのプレーオフを制す。 この年から、賞金総額2億円、優勝賞金4,000万円となる。                                                                                            |
| 2000年 | 片山晋呉                   | 日本             | |
| 2001年 | デビッド・デュバル         | アメリカ合衆国   | 手嶋多一とのプレーオフを制し、初来日で日本ツアー初優勝。 |
| 2002年 | 横尾要                     | 日本             | |
| 2003年 | トーマス・ビヨン           | デンマーク       | 30回記念大会。 初日から首位のセルヒオ・ガルシアを 最終日に逆転、4年ぶり2度目の優勝を飾る。                                                                                               |
| 2004年 | タイガー・ウッズ           | アメリカ合衆国   | 大会連覇（史上3人目） 2004年大会からパー70に変更（2007年まで）。 2004年大会は完全優勝。 通算16アンダー・264ストロークは パー70設定での大会記録 2005年大会は 横尾要とのプレーオフを制す。 |
| 2005年 | タイガー・ウッズ           | アメリカ合衆国   | 大会連覇（史上3人目） 2004年大会からパー70に変更（2007年まで）。 2004年大会は完全優勝。 通算16アンダー・264ストロークは パー70設定での大会記録 2005年大会は 横尾要とのプレーオフを制す。 |
| 2006年 | パドレイグ・ハリントン     | アイルランド     | タイガー・ウッズとのプレーオフを制し、初来日で日本ツアー初優勝。 |
| 2007年 | イアン・ポールター         | イングランド     | 完全優勝。 |
| 2008年 | プラヤド・マークセン       | タイ             | 35回記念大会 距離延長に伴いパー71に変更。 |
| 2009年 | エドアルド・モリナリ       | イタリア         | ロベルト・カールソンとのプレーオフを制し、初来日で日本ツアー初優勝。 |
| 2010年 | 池田勇太                   | 日本             | |
| 2011年 | 武藤俊憲                   | 日本             | 3日目が雨によるコースコンディション不良のため中止。54ホールに短縮。 最終日に8アンダー、63をマーク、 前日首位のゴンサロ・フェルナンデス＝カスタノとの4打差を逆転                          |
| 2012年 | ルーク・ドナルド           | イングランド     | 大会連覇（史上4人目）。 2012年大会は完全優勝。 |
| 2013年 | ルーク・ドナルド           | イングランド     | 大会連覇（史上4人目）。 2012年大会は完全優勝。 |
| 2014年 | 松山英樹                   | 日本             | 岩田寛とのプレーオフを制す。 |
| 2015年 | 宮里優作                   | 日本             | |
| 2016年 | ブルックス・ケプカ         | アメリカ合衆国   | 大会連覇（史上5人目）。 2016年は初来日で初優勝。。 2017年は完全優勝。2位との9打差は大会新記録。                                                                                          |
| 2017年 | ブルックス・ケプカ         | アメリカ合衆国   | 大会連覇（史上5人目）。 2016年は初来日で初優勝。。 2017年は完全優勝。2位との9打差は大会新記録。                                                                                          |
| 2018年 | 市原弘大                   | 日本             | 45回記念大会。 最終日に8アンダー、63を記録、前日までの5打差を逆転して優勝。 |
| 2019年 | 今平周吾                   | 日本             | 最終日が悪天候の為中止。54ホールに短縮。 |
| 2020年 | 金谷拓実 PO                | 日本             | 石坂友宏とのプレーオフを制し、松山英樹に次いでスピード記録となるプロ転向3戦目で初優勝。                                                                                                  |
| 2021年 | チャン・キム               | アメリカ合衆国   | 最終日に8アンダー、63の猛チャージを見せ、 前日首位だった 木下稜介との3打差を逆転。 |
| 2022年 | 比嘉一貴                   | 日本             | |
| 2023年 | 杉浦悠太                   | 日本             | 50回記念大会。史上初のアマチュア優勝。 |
| 2024年 | マックス・マクグリーヴィー | アメリカ合衆国   | 初来日でツアー初優勝。 通算22アンダー、262ストロークの大会新記録を樹立。 |

## テレビ中継
1972年の前身大会の時代から毎日放送と宮崎放送の共同制作によりテレビ中継を行っている。
1974年のダンロップフェニックスの第1回大会まではNET（現：テレビ朝日）系列で放送されていたが、翌1975年の第2回大会からはTBS系列での放送に移行した。現在では、地上波放送は青森テレビ・テレビ山梨・テレビ高知・テレビ山口を除くTBS系列24局ネット。2023年の50回記念大会までは、3日目は生中継（延長対応はなし）、最終日は録画中継されていたが、2024年大会は、3日目・最終日ともに生中継された。ただ、延長対応が無かったため、優勝インタビュー及び表彰式の模様が大会公式ウェブサイト内で動画配信された。
また、CS放送のGAORAでは、初日、2日目のスタート前のドライビングレンジの様子と、12番ホールから18番ホールまで、それに3日目と最終日の前半戦（1番ホールから9番ホールまで）が生中継される。2024年大会のコメンタリー陣を以下に記す。
- 第1日
- ドライビングレンジ中継

解説：田島創志
実況：馬野雅行
- ホール中継

<前半>
解説：加瀬秀樹
実況：金山泉
コースサイドリポート：海渡未来

<後半>
解説：田島創志
実況：川地洋平
- 第2日
- ドライビングレンジ中継

解説：田島創志
実況：馬野雅行
- ホール中継

<前半>
解説：田島創志
実況：川地洋平
<後半>
解説：中嶋常幸
ラウンド解説：加瀬秀樹
実況：井上雅雄
コースサイドリポート：海渡未来
- 第3日
- 前半戦（GAORA）

解説：田島創志
実況：川地洋平
- 後半戦（地上波）

解説：中嶋常幸
ゲスト解説：青木功（本大会名誉トーナメントアドバイザー）
ラウンド解説：加瀬秀樹
実況：井上雅雄
コースサイドリポート：海渡未来
- 最終日
- 前半戦（GAORA）

解説：田島創志
実況：川地洋平
リポーター：金山泉
- 後半戦（地上波）

解説：中嶋常幸
ラウンド解説：加瀬秀樹
実況：井上雅雄
コースサイドリポート及び優勝インタビュー：海渡未来
フジテレビ系列の秋田テレビでも翌年正月に録画放送（遅れネット）される。テレビ中継では、住友ゴムからスポーツ事業を分割継承したダンロップスポーツが筆頭スポンサーになっている（2012年から。ただし、番組中盤は住友ゴム（ダンロップ/タイヤ事業）が60秒筆頭の形でスポンサーを継続している）。なお、2001年大会から2007年大会までは、BSデジタル放送のBS-iでも放送されていた。更にCSゴルフ専門チャンネルのゴルフネットワークでも、3日目と最終日の模様をTBS系列での放映から1週間以内に後日放映される。かつては関西ローカル（毎日放送）にて最終日の模様を日曜10:00 - 11:24で放送したが、2007年以降は行っていない。

### 歴代実況アナウンサー
- 初代：井上光央（1974年 - 1984年）
- 2代目：水谷勝海（1985年 - 1998年）
- 3代目：平松邦夫（1999年・2000年）
- 4代目：馬野雅行（2001年 - 2023年[44][45]）
- 5代目：井上雅雄（2024年 - ）

### 歴代解説者（放送席）
- 大西久光（1974年 - 1990年、1992年 - 2001年）
- 入江勉（1991年）
- 青木功（2002年 - 2021年[46]、2023年 ）[47]
- 山中博史（2007年 - 2010年、2012年 - 2017年）
- 加瀬秀樹（2022年）[48]
- 中嶋常幸（2024年 - ）

この他に、ラウンド解説（オンコース・コメンテーター）を沼沢聖一が務めていた。また、岩田禎夫（2016年没）が、大会初期から長年に渡ってリポーター、インタビューアーを務めた他、2000年代に入ってからは、GAORA中継の解説、プレスサイドリポーターを務めた。また、1990年代前半には、ハル常住が、優勝インタビューの通訳やラウンドリポーターを勤めたこともあった。なお、1990年代までは、結城哲郎、城野昭（以上毎日放送）の他、多田護（TBS）、田口豊太郎（中部日本放送）、田中正訓、川上政行（宮崎放送）といったアナウンサーがホールリポーターを務めた。

## 関連大会
MRTダンロップフェニックスアマチュアトーナメント
宮崎放送の主催（MBSは共催）で行われるアマチュアゴルフトーナメントで、このトーナメントの前週にフェニックスカントリークラブで行われる前座大会。テレビ放送はGAORAで中継され、その素材を後日MRTで放送されるため、放送中は生放送であることを示すマークが無い。
フェニックスチャレンジ
フェニックスカントリークラブに隣接するトム・ワトソン・ゴルフコースを舞台にして2022年まで行われたゴルフゲーム。
元々は2001年まで行われた「ゴルフバトルロイヤル」で、日本の名ゴルフプレーヤーの青木功をホストに、世界のトッププレーヤーがサドンデス方式のゲームで先にホールアウトした選手が勝ち抜けし、最下位になった選手は敗者となり次々と脱落するルールで、最後まで残った選手が勝者となるゲームだった。
2002年からフェニックスチャレンジの名称でスタート。第1回はタイガー・ウッズをはじめ、デビッド・デュバル、セルヒオ・ガルシア、崔京周、片山晋呉が参戦し、6ホールでのポイントターニー方式でポイントの多い選手が勝者ちなるゲームで、タイガー・ウッズが優勝をおさめた。2003年からはプロとアマの8選手が1対1のマッチプレーによるトーナメント方式で戦い、1回戦2ホールの成績で勝敗を決定し、準決勝、決勝はサドンデス形式で行われた。1打1打勝負を左右する一瞬も気を抜けない真剣勝負であった。
その後何度かゲーム方式が変わり、2022年は男子プロ3人、女子プロ3人の3チーム対抗戦（蝉川泰果、片岡尚之、ミト・ペレイラ、岩井千怜、岩井明愛、笠りつ子。組み合わせは抽選で決定）による3ホールの変則ステーブルフォード方式（ポイント加算方式）で争った。
2022年の放送では、解説を青木功、実況を馬野雅行が務めたほか、現場の司会進行を金山泉（MBSアカウンサー）が務め、ゲストに鳥谷敬、鷲見玲奈を迎えて行われた。なおこの試合の模様をキー局の毎日放送をはじめ、TBS、CBCテレビ、北海道放送、テレビユー福島、RKB毎日放送、宮崎放送及び系列外の秋田テレビにて毎年12月中旬 - 下旬（または正月）ごろにテレビ放送された。
2006年から京セラミタが協賛し「京セラミタフェニックスチャレンジ」の名称となる。2012年からは京セラミタの社名変更に伴い「京セラドキュメントソリューションズフェニックスチャレンジ」の名称へ変更される。2014年からは協賛が親会社の京セラへ変更され「京セラフェニックスチャレンジ」の名称となった。
しかし、男女問わず国内ゴルフ全体の低迷により2023年以降は行われていない。